# حمزة كندي
حمزة كندي هي قرية في مقاطعة سلماس، إيران. عدد سكان هذه القرية هو 1,000 في سنة 2006.